# Žalm 14
Žalm 14 („Bloud si v srdci říká: „Bůh tu není““) je biblický žalm. V překladech, které číslují podle Septuaginty, se jedná o 13. žalm. Žalm je nadepsán těmito slovy: „Pro předního zpěváka. Davidův.“ Podle některých vykladačů toto nadepsání znamená, že žalm byl určen k tomu, aby jej při určitých příležitostech odzpívával zkušený zpěvák za přítomnosti krále z Davidova rodu. Naproti tomu Raši uvádí, že žalm pochází přímo od krále Davida, který v něm prorokuje proti Nebúkadnesarovi, jenž v budoucnu bez jakéhokoliv protestu svých vojáků zničí Chrám.“

## Užití
Spis Šimuš Tehilim („Užití Žalmů“), jehož autorem je zřejmě židovský učenec Chaj Ga'on (939–1038), uvádí, že recitace 13. žalmu pomáhá těm, kdo se obávají pomluv nebo jejichž tvrzení jsou zlehčována.